# Bijaganita
Bijaganita (do indiano Bija, Outra + Ganita, Matemática) ou Vija-Ganita (Extração de Raízes) é um livro sobre Álgebra escrito por Bhaskara Akaria que demonstra como resolver equações. Constando de doze capítulos, foi o primeiro livro a reconhecer que um número positivo pode ter duas raízes quadradas, sendo uma positiva e outra negativa.
É o segundo volume de sua obra principal Siddhānta Shiromani ( "Coroa de tratados") [1] ao lado de Lilāvati , Grahaganita e Golādhyāya.